# Raionul Strășeni
Raionul Strășeni este un raion din centrul Republicii Moldova, învecinat cu municipiul Chișinău. Suprafața totală este de 760 km².

## Etimologie

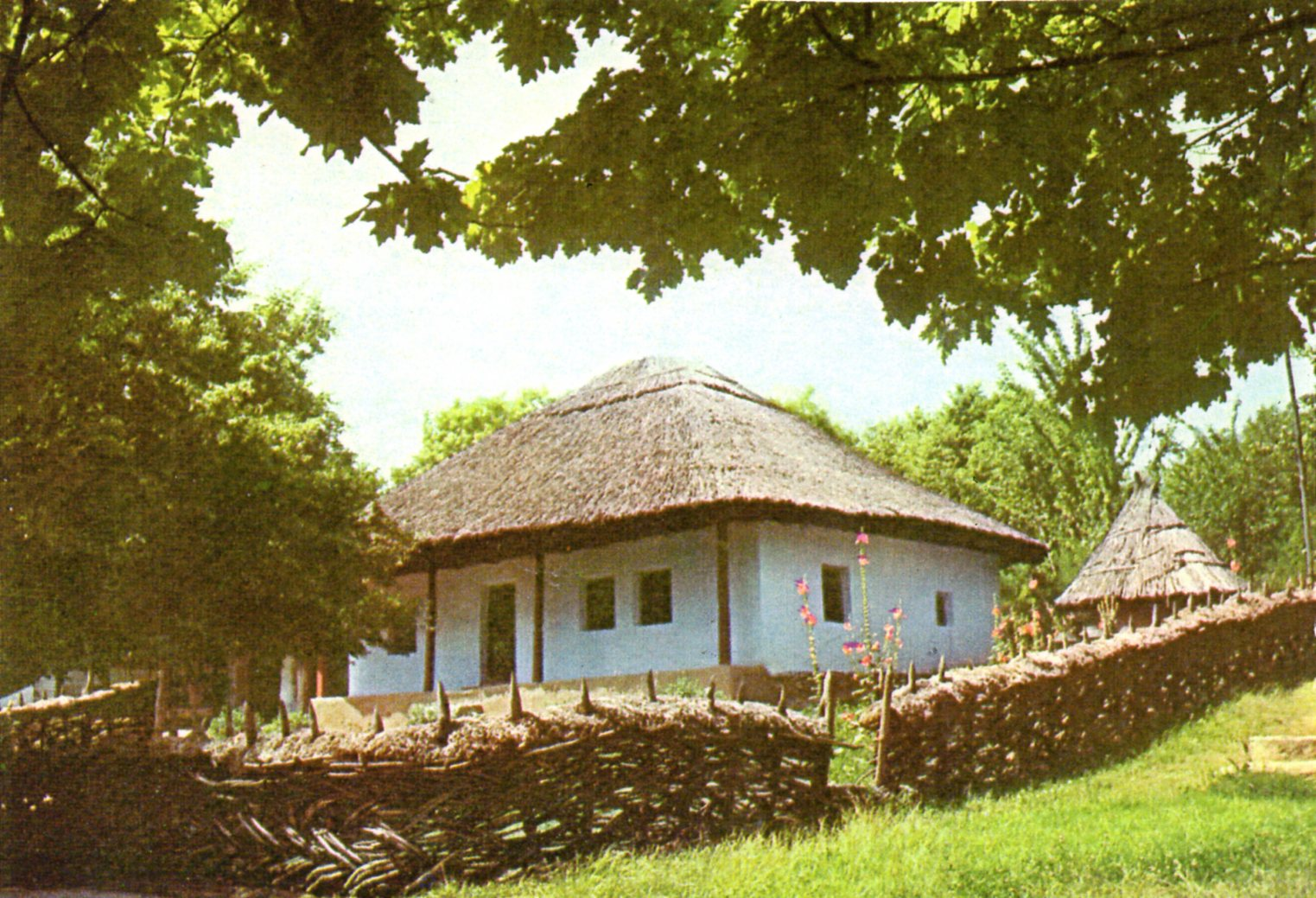
Casă tradițională din raion

Strășeni este un toponim de origine polisemantică, putând proveni fie din deformarea cuvântului „străjeni”, fie de la cuvântul „strașnic”. Ecoul evenimentelor din trecut se regăsește și în denumirea unui cătun de codru: haiducii, acești păunași ai Codrilor, băgau groaza în boierii care circulau pe drumurile spre Chișinău (sec. al XIX-lea), deci locurile erau strașnice, dar tocmai din această cauză, trebuiau să fie străjuite.
O altă origine posibilă a toponimului ar fi cea legată de ocupațiile tradiționale ale băștinașilor: în părțile strășenilor erau meșteri lemnari, specializați ca strășinari.

## Geografie

### Climă
Temperatura medie vara atinge +30°C și iarna -6°C.

## Demografie

### Statistici vitale
Principalii indicatori demografici, 2013:
- Natalitatea: ▼1.114 (12,1 la 1.000 locuitori)
- Mortalitatea: ▼938 (10,2 la 1.000 locuitori)
- Spor natural: +176

### Structura etnică
| Grup etnic         | Populație | % Procentaj* |
| ------------------ | --------- | ------------ |
| Moldoveni (români) | 85.910    | 96,64%       |
| Ruși               | 1.576     | 1,77%        |
| Ucraineni          | 985       | 1,11%        |
| Bulgari            | 109       | 0,12%        |
| Găgăuzi            | 70        | 0,08%        |
| Alții              | 250       | 0,28%        |

### Dinamică
Populația întregului raion este de 88.717 locuitori, dintre care 19.631 locuiesc în orașe, iar 69.086 la sate. În raion se numără 16.616 copii (0–14 ani), 60.560 adulți (15–57/61 ani) și 11.541 pensionari (peste 57/61 ani).

## Diviziuni administrative
Raionul Strășeni are 39 de localități: 2 orașe, 25 de comune și 12 sate.

## Administrație și politică
Președintele raionului Strășeni este Mariana Dîmcenco (PAS), aleasă în 2023.
Componența Consiliului Raional Strășeni (33 de consilieri), ales la 5 noiembrie 2023, este următoarea:
|  | Partid                                        | Consilieri | Componență | Componență | Componență | Componență | Componență | Componență | Componență | Componență | Componență | Componență | Componență | Componență | Componență | Componență | Componență | Componență | Componență | Componență | Componență |
|  | --------------------------------------------- | ---------- | ---------- | ---------- | ---------- | ---------- | ---------- | ---------- | ---------- | ---------- | ---------- | ---------- | ---------- | ---------- | ---------- | ---------- | ---------- | ---------- | ---------- | ---------- | ---------- |
|  | Partidul Acțiune și Solidaritate              | 19         |            |            |            |            |            |            |            |            |            |            |            |            |            |            |            |            |            |            |            |
|  | Partidul Socialiștilor din Republica Moldova  | 4          |            |            |            |            |            |            |            |            |            |            |            |            |            |            |            |            |            |            |            |
|  | Partidul Liberal Democrat din Moldova         | 3          |            |            |            |            |            |            |            |            |            |            |            |            |            |            |            |            |            |            |            |
|  | Partidul Dezvoltării și Consolidării Moldovei | 2          |            |            |            |            |            |            |            |            |            |            |            |            |            |            |            |            |            |            |            |
|  | Partidul Social Democrat European             | 2          |            |            |            |            |            |            |            |            |            |            |            |            |            |            |            |            |            |            |            |
|  | Partidul Comuniștilor din Republica Moldova   | 1          |            |            |            |            |            |            |            |            |            |            |            |            |            |            |            |            |            |            |            |
|  | Coaliția pentru Unitate și Bunăstare          | 1          |            |            |            |            |            |            |            |            |            |            |            |            |            |            |            |            |            |            |            |
|  | Partidul Nostru                               | 1          |            |            |            |            |            |            |            |            |            |            |            |            |            |            |            |            |            |            |            |

## Cultură
În raionul Strășeni activează 35 de biblioteci publice, care deservesc 22.700 de utilizatori.

## Galerie de imagini

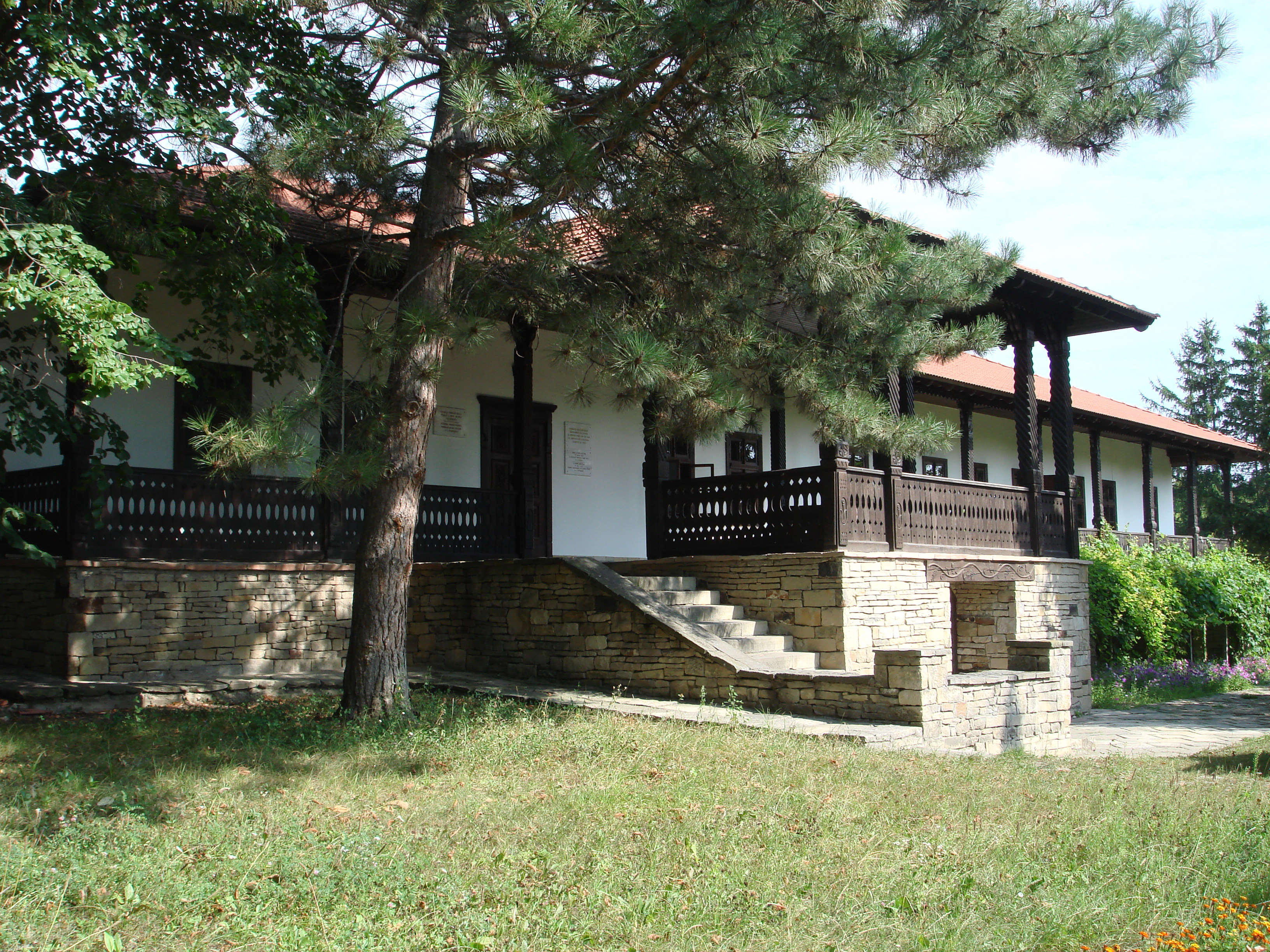
Conacul lui Zamfirache Ralli din Dolna
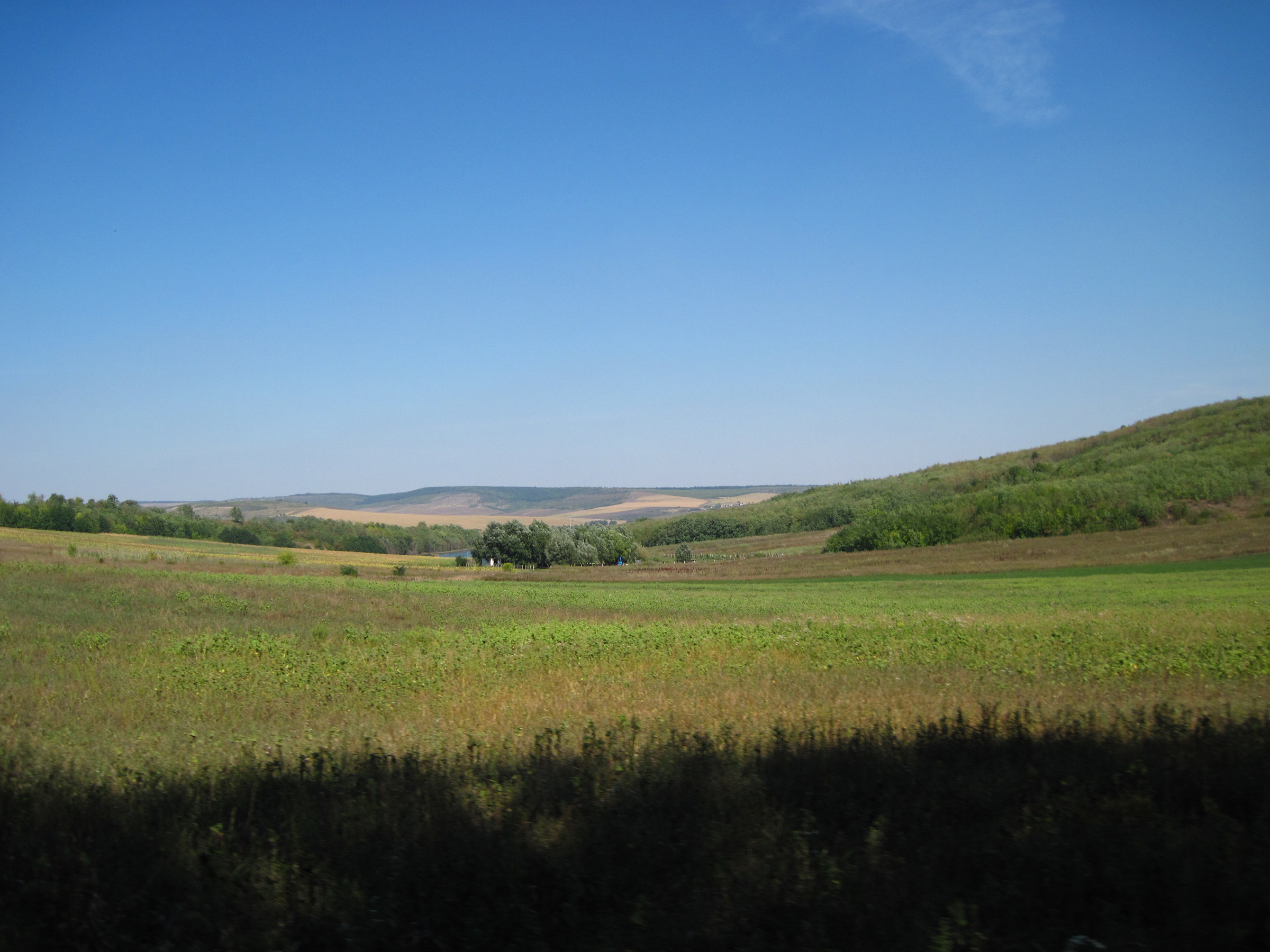
Panoramă din raion
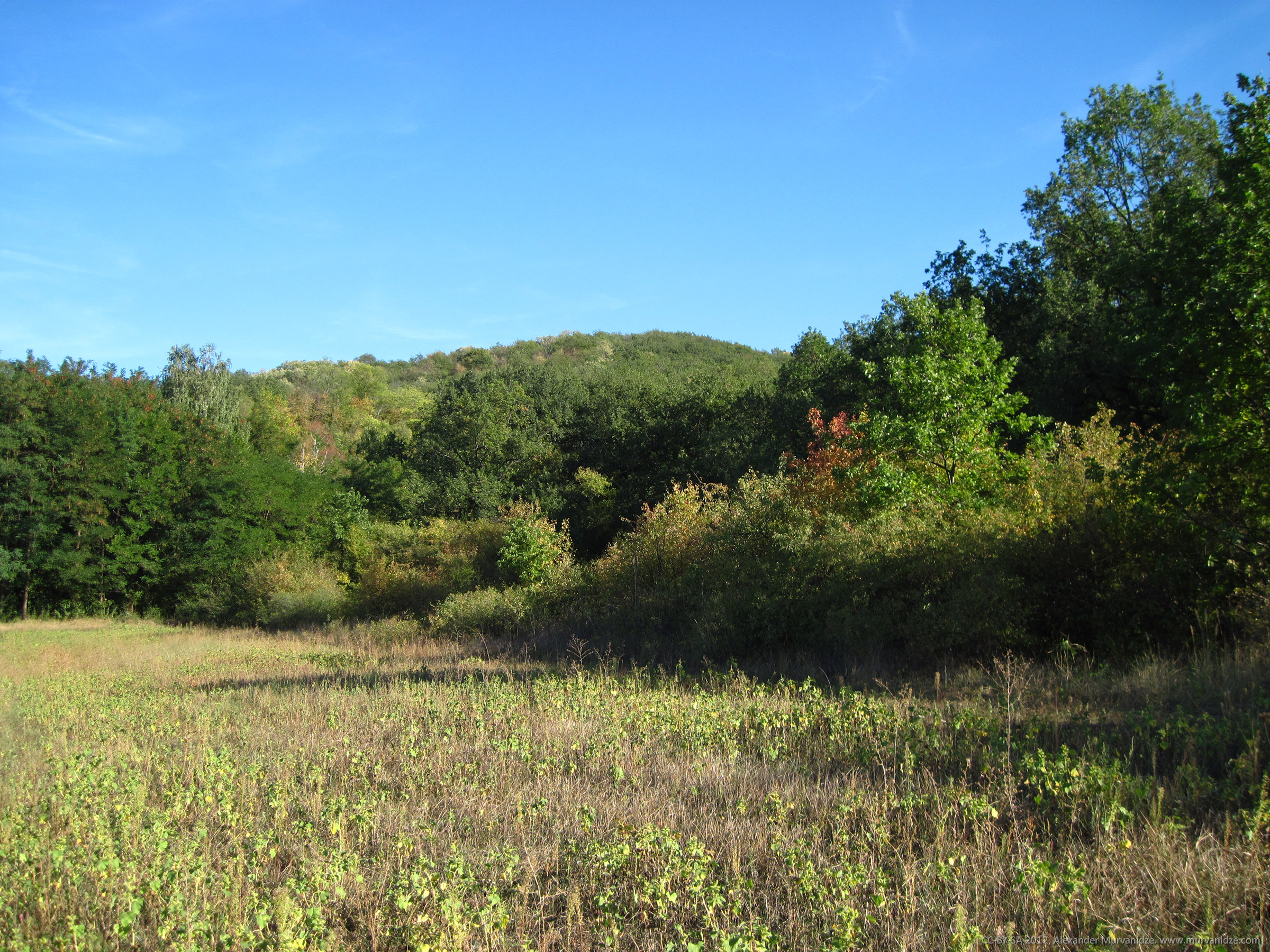
Natura raionului